# Michael Clifford (músico)
Michael Gordon Clifford (Sídney, 20 de noviembre de 1995) es un músico, cantante y compositor australiano. Es conocido por ser el guitarrista principal y uno de los vocalistas de la banda de pop rock 5 Seconds of Summer (5SOS), integrada también por Luke Hemmings, Calum Hood y Ashton Irwin. Desde su formación en 2011, la banda ha alcanzado reconocimiento internacional, logrando múltiples éxitos en las listas de ventas y realizando giras por todo el mundo.

## Biografía
Michael Clifford nació en Sídney, Australia. Asistió al Norwest Christian College, donde conoció a sus futuros compañeros de banda Luke Hemmings y Calum Hood. Los tres comenzaron subiendo versiones de canciones a YouTube, lo que finalmente llamó la atención de discográficas y del público internacional.
Clifford ha hablado públicamente sobre sus experiencias con la salud mental y es conocido por su cercanía con los seguidores, especialmente en temas relacionados con la ansiedad y la autoestima.

## Carrera

### 5 Seconds of Summer
En 2011, Clifford cofundó la banda 5 Seconds of Summer, que comenzó subiendo covers a YouTube y ganó popularidad tras unirse a One Direction como teloneros en su gira mundial "Take Me Home Tour" en 2013. Ese mismo año, la banda firmó con Capitol Records.
Desde entonces, han lanzado varios álbumes de estudio exitosos, como:
- 5 Seconds of Summer (2014)
- Sounds Good Feels Good (2015)
- Youngblood (2018)
- Calm (2020)
- 5SOS5 (2022)[4]

El 27 de marzo de 2025, Clifford anunció su primer proyecto en solitario "Sidequest" que saldría el 25 de julio y el 3 de abril de ese mismo año lanzó su sencillo debut "Cool". El cantante también colaboró con la banda pop-punk Waterparks para su segundo sencillo "Give Me A Break!".
Michael es conocido por sus colores de pelo excéntricos, estilo de guitarra enérgico y por experimentar con sonidos pop punk, rock alternativo y synth-pop. También ha participado en la composición y producción de algunas canciones del grupo.

## Vida personal
En 2021, Clifford se casó con la mánager musical e influencer Crystal Leigh después de 5 años de relación y en 2023 dieron la bienvenida a su primera hija Lua Clifford.
El 25 de julio de 2025, el mismo día que lanzó su álbum debut "Sidequest", el músico anunció por redes sociales que estaban esperando su segunda hija. 
Michael también es es aficionado a los videojuegos y tiene un canal de twitch donde hace transmisiones en línea de vez en cuando.

## Influencias
Entre sus influencias musicales, Clifford ha mencionado a bandas como Green Day, Blink-182, My Chemical Romance y Paramore.

## Discografía

### Álbumes de estudio
| Título    | Año  | Detalles | Pistas |
| --------- | ---- | --- | --- |
| Sidequest | 2025 | • Publicado: 25 de julio de 2025 • Discográfica: Hopeless Records • Formatos: CD, vinilo, streaming, descarga digital | 1. "Kill Me For Always" (feat. Porter Robinson) 2. "Cool" 3. "Give Me A Break!" (feat. Waterparks) 4. "Remember When" 5. "Enough" 6. "Fashion" 7. "Thirsty" 8. "Nosebleed" 9. "If I Had A Choice" (feat. Ryan Hall) 10. "Eclipse" |

## Sencillos
| Título                                | Año  | Álbum       |
| ------------------------------------- | ---- | ----------- |
| "Cool"                                | 2025 | "Sidequest" |
| "Give Me A Break!" (feat. Waterparks) | 2025 | "Sidequest" |